# Gai Decimi Flavus
Gai Decimi Flavus (llatí: Gaius Decimius Flavus) va ser un militar romà del segle ii aC.
Va ser tribú militar l'any 209 aC i va salvar a Marc Claudi Marcel de la derrota, rebutjant una càrrega dels elefants d'Hanníbal. Va ser també pretor urbà l'any 184 aC, any en què va morir mentre exercia el càrrec.